# Formule du trinôme de Newton
En mathématiques, la formule du trinôme de Newton (ou plus simplement la formule du trinôme) est une relation donnant le développement d'une puissance d'une somme de trois termes en monômes. Pour tous nombres réels ou complexes a, b et c, et pour tout entier naturel n, cette formule s'écrit  
{\displaystyle (a+b+c)^{n}=\sum _{i+j+k=n}{n \choose i,j,k}a^{i}\cdot b^{j}\cdot c^{k}}
où la somme porte sur tous les indices i, j, k entiers tels que {\displaystyle i+j+k=n}.
Les coefficients de chaque monôme sont appelés coefficients trinomiaux et donnés par
{\displaystyle {n \choose i,j,k}={\frac {n!}{i!\cdot j!\cdot k!}}}
et peuvent être calculés en utilisant la pyramide de Pascal.
On utilise encore parfois l'ancienne notation {\displaystyle C_{n}^{i,j,k}}, mais la norme ISO 31-11 préconise l'autre notation.
Cette formule est un cas particulier de la formule du multinôme pour m = 3.